# Beatrice Zweig
Margarethe Beatrice Zweig (* 27. Mai 1892 in Berlin; † 14. Oktober 1971 ebenda) war eine deutsche Malerin. Sie war die Ehefrau des Schriftstellers Arnold Zweig.

## Leben
Beatrice Zweig wuchs in einer jüdischen Kaufmannsfamilie als Tochter von Regina Zweig, geb. Abraham, (* 29. Juni 1865; † 18. August 1924) und Carl Zweig (* 28. Februar 1850; † 4. Januar 1929) auf. Zur Familie gehört außerdem der ältere Bruder Hans Zweig (* 14. Januar 1888; † 24./26. Juni 1942 nach Maly Trostinec deportiert und ermordet) und die Schwester Marie (Miriam) Zweig (* 12. Dezember 1893; † 27. Januar 1972).
Als Kind besucht Beatrice das Berliner Margarethen-Lyzeum. 1909 begegnete ihr Arnold Zweig, ein entfernter Verwandter, zum ersten Mal im Haus ihrer Eltern. Gegen den Willen der Familie zogen Arnold und Beatrice zusammen.
Im März 1914 bestätigt Beatrice Zweig dem K.k. Bezirksgericht Graz, dass sie der Arzt und Psychoanalytiker Otto Gross in der Zeit von Januar bis Mai 1913 behandelte und vollkommen von einer Neurose befreit hatte.
Am 5. Juli 1916 heiraten Beatrice und Arnold Zweig. Sie hörte in München und Berlin Philosophie-Vorlesungen und begann ein Studium der Malerei bei verschiedenen Lehrern, darunter Leo von König und Ludwig Meidner. 1919 zogen die Zweigs nach Starnberg bei München. 1920 kam ihr ältester Sohn Michael, 1924 sein Bruder Adam zur Welt.
Zweigs fanden nach dem gescheiterten Hitlerputsch 1923 in ihrem Briefkasten anonyme antisemitische Drohungen, verließen Bayern und gingen zurück nach Berlin. 1926 bezog die Familie ihre eigene Wohnung mit Garten in der genossenschaftlich organisierten Siedlung Eichkamp. Dort fanden sie gleichgesinnte Menschen und planten eine Gemeinschaftsschule in der Siedlung.
Eine Liebesbeziehung Arnolds zu Lily Offenstadt (die bis 1933 dauert) löste bei Beatrice Zweig eine tiefe Krise aus.
Anfang der 1930er Jahre besuchte Beatrice private Kunstschulen in Berlin, wurde Schülerin von Max Dungert und schloss ihr Studium am Bauhaus bei Johannes Itten ab. Ende 1932 absolvierte sie einen Studienaufenthalt an der privaten Kunstschule Académie Julian in Paris als Schülerin von Frans Masereel.
Im Mai 1933 folgte Beatrice Arnold über Wien und Basel nach Südfrankreich (wobei sie in Berlin zunächst an der Weiterfahrt nach Wien gehindert und in Polizeigewahrsam verbracht wurde). Am 4. Oktober 1933 ging sie mit den Kindern und der Schwester Marie in Haifa an Land.
Große Teile von Beatrices Frühwerk gingen durch die Flucht verloren. In Palästina präsentierte sie in neun Ausstellungen – in Haifa, Tel Aviv und Jerusalem – ihre neu geschaffenen Bilder. Beatrice stand in engem Kontakt zu dem Grafiker Hermann Struck, der in Haifa eine Künstlerkolonie aufbaut und später in Jerusalem eine Kunstschule gründet. Auch mit Mira und Max Eitingon war die Familie eng verbunden.
Am 14. Juli 1948 verließen die Zweigs Israel und gingen nach Prag. Die tschechoslowakische Regierung nahm die Zweigs als Staatsgäste in Schloss Dobříš bei Prag auf. Beatrice beängstigte der Gedanke, nach Deutschland zurückkehren zu müssen. Es folgten eine schwere Depression, Selbstmordgedanken und mehrere Klinikaufenthalte. 1949 kam Beatrice nach Ost-Berlin. Die Zweigs bekamen eine Wohnung in der Pankower „Villa Schlossgut“, später in der Homeyerstraße 13. Sie nahm die künstlerische Arbeit wieder auf und hatte 1951 eine erste Ausstellung.
Beatrice Zweig wurde neben ihrem Mann auf dem Dorotheenstädtischen Friedhof beigesetzt. Der Dichter Jens Gerlach widmete ihr ein Gedicht.
Der in der Kunstsammlung der Akademie der Künste bewahrte künstlerische Nachlass von Beatrice Zweig umfasst mehr als 1.300 Arbeiten der Künstlerin. Stilistisch sind sie dem Post-Impressionismus zuzuordnen. Dazu gehören 47 Skizzenbücher, mehr als 750 Skizzen- und Studienblätter sowie Aquarelle, 147 Gemälde, 367 Druckgrafiken und 44 Druckplatten.
Am 3. Mai 2014 benannte das Bezirksamt Pankow eine Straße in Berlin-Niederschönhausen, in deren unmittelbarer Umgebung sie gewohnt hatte, in Beatrice-Zweig-Straße um.

## Werke (Auswahl)
- November im Grunewald (1931, Aquarell)[3]
- Thüringer Winterlandschaft (1950, Aquarell)[4]
- Vorfrühling auf der Krim (1952, Öl, 64 × 73 cm)[5]
- Pfirsichbäumchen (um 1952, Öl, 41 × 30 cm)
- Landschaft Niehagen bei Ahrenshoop (um 1952, Öl, 40 × 60 cm)
- Haifabucht (1952, Öl)[6]

- Taulandschaft (1958, Öl auf Karton, 66 × 87 cm)[7]

## Ausstellungen
- 1934: Tel Aviv, Kleinmans Art Shop
- 1934: Tel Aviv, Maskit
- 1935: Jerusalem, Steimatzky Gallery
- 1935: Haifa, Ringart's Bookshop
- 1937: Haifa, Tel Aviv, Mount Carmel Art Exhibition
- 1938: Tel Aviv, Museum
- 1939: Kiryat Bialik
- 1940: Tel Aviv, Museum
- 1943: Jerusalem, Bezalel Museum, Teilnahme an Palestinian Women Painters and Sculptors
- 1952: Bautzen, Görlitz und Zittau („Berliner Künstler“)
- 1958: Dresden, Teilnahme an der Vierten Deutschen Kunstausstellung
- 1966: Berlin, Galerie im Turm (Malerei)
- 2017: Berlin, Museum Pankow („Ich hab gezeichnet, da ist aller Kummer verflogen.“)